# العثاربة (جبلة)

تعديل مصدري - تعديل

العثاربة محلة تابعة لقرية الزواحل، التابعة لعزلة الربادي بمديرية جبلة إحدى مديريات محافظة إب في الجمهورية اليمنية، بلغ تعداد سكانها 73 حسب تعداد اليمن لعام 2004.